# Ризе (вилајет)
Ризе (тур. Rize ili) је вилајет у Турској. Популација вилајета износи 25.066 становника. Административни центар вилајета је град Ризе.